# Planet Smoothie
A Planet Smoothie é a terceira maior cadeia americana de lojas de smoothies. A empresa foi fundada em 1995 por Martin Sprock em Atlanta, Geórgia, e atualmente opera em mais de 100 locais. Em novembro de 2011, a Planet Smoothie foi adquirida pela Tasti D-Lite LLC, que também opera lojas Tasti D-Lite. Em junho de 2015, o franqueador de restaurantes de serviço rápido Kahala Brands adquiriu a Planet Smoothie e a Tasti D-Lite, num negócio que coloca as suas 128 lojas no portfólio de cerca de uma dúzia de cadeias de fast food, guloseimas e sanduíches, como a Blimpie e a Cold Stone Creamery, propriedade da família Serruya do Canadá. Em conjunto, as localizações da Tasti D-Lite e da Planet Smoothie serão agora geridas a partir da sede da Kahala Brands em Scottsdale, Arizona. Em agosto de 2022, a Planet Smoothie expandiu as suas operações para a Austrália, com a abertura de 4 localizações em Victoria nos primeiros 12 meses.

## Gestão ambiental
Em 2008, a Planet Smoothie, que servia os seus smoothies em copos feitos de poliestireno reciclado e oferecia a caneca de viagem isolada reutilizável “MacDaddy”, patrocinou um concurso para encorajar os inventores a desenvolverem uma solução ecológica para o poliestireno, atualmente o único material para copos no mercado que mantém a integridade congelada de um smoothie.

## Fusão
Na sequência da aquisição da marca Planet Smoothie pela Tasti D-Lite, várias lojas começaram a converter-se numa mistura de produtos de marca dupla, oferecendo tanto smoothies como soft serve.